# Controle Público
O Controle Público é um site de notícias sobre dados do governo do Brasil. Foi criado pelo repórter Fernando Rodrigues, da Folha de S. Paulo e divulgado na Internet pelo Universo Online (UOL). Em 2002, ganhou o Prêmio ExxonMobil de Jornalismo (Esso) de Melhor Contribuição à Imprensa, "por dar ao cidadão comum, a jornalistas e pesquisadores acesso a informações de caráter público, mas que ficavam inacessíveis pela incapacidade e falta de interesse do Estado em suprir essa demanda".